# Banie Mazurskie (gromada)
Banie Mazurskie – dawna gromada, czyli najmniejsza jednostka podziału terytorialnego Polskiej Rzeczypospolitej Ludowej w latach 1954–1972.
Gromady, z gromadzkimi radami narodowymi (GRN) jako organami władzy najniższego stopnia na wsi, funkcjonowały od reformy reorganizującej administrację wiejską przeprowadzonej jesienią 1954 do momentu ich zniesienia z dniem 1 stycznia 1973, tym samym wypierając organizację gminną w latach 1954–1972.
Gromadę Banie Mazurskie z siedzibą GRN w Baniach Mazurskich utworzono – jako jedną z 8759 gromad na obszarze Polski – w powiecie węgorzewskim w woj. olsztyńskim na mocy uchwały nr 28 WRN w Olsztynie z dnia 4 października 1954. W skład jednostki weszły obszary dotychczasowych gromad Banie Mazurskie, Dąbrówka Polska, Gryżewo, Miczuły, Sapałówka, Surminy i Wróbel ze zniesionej gminy Banie Mazurskie w tymże powiecie. Dla gromady ustalono 24 członków gromadzkiej rady narodowej.
1 stycznia 1955 gromadę przyłączono do powiatu gołdapskiego w woj. białostockim, gdzie ustalono dla niej 23 członków gromadzkiej rady narodowej.
1 stycznia 1972 do gromady Banie Mazurskie przyłączono miejscowości Audyniszki, Maciejowa Wola i Rogale oraz część gruntów Nadleśnictwa Skalisko o powierzchni 1184,08 ha (obejmującą oddziały Nr Nr 9, 13-62, 85, 95-98) ze zniesionej gromady Rogale oraz obszar o powierzchni 20,42 ha ze wsi Boćwinka (działki Nr Nr 12, 10 i 13) z gromady Grabowo w tymże powiecie.
Gromada przetrwała do końca 1972, czyli do kolejnej reformy gminnej. Z dniem 1 stycznia 1973 reaktywowano zniesioną w 1954 gminę Banie Mazurskie.